# 拉卡尼亚达德韦里奇
拉卡尼亚达德韦里奇，是西班牙阿拉贡自治区特鲁埃尔省的一个市镇。总面积11平方公里，总人口104人（2001年），人口密度9人/平方公里。